# Skalne miasto

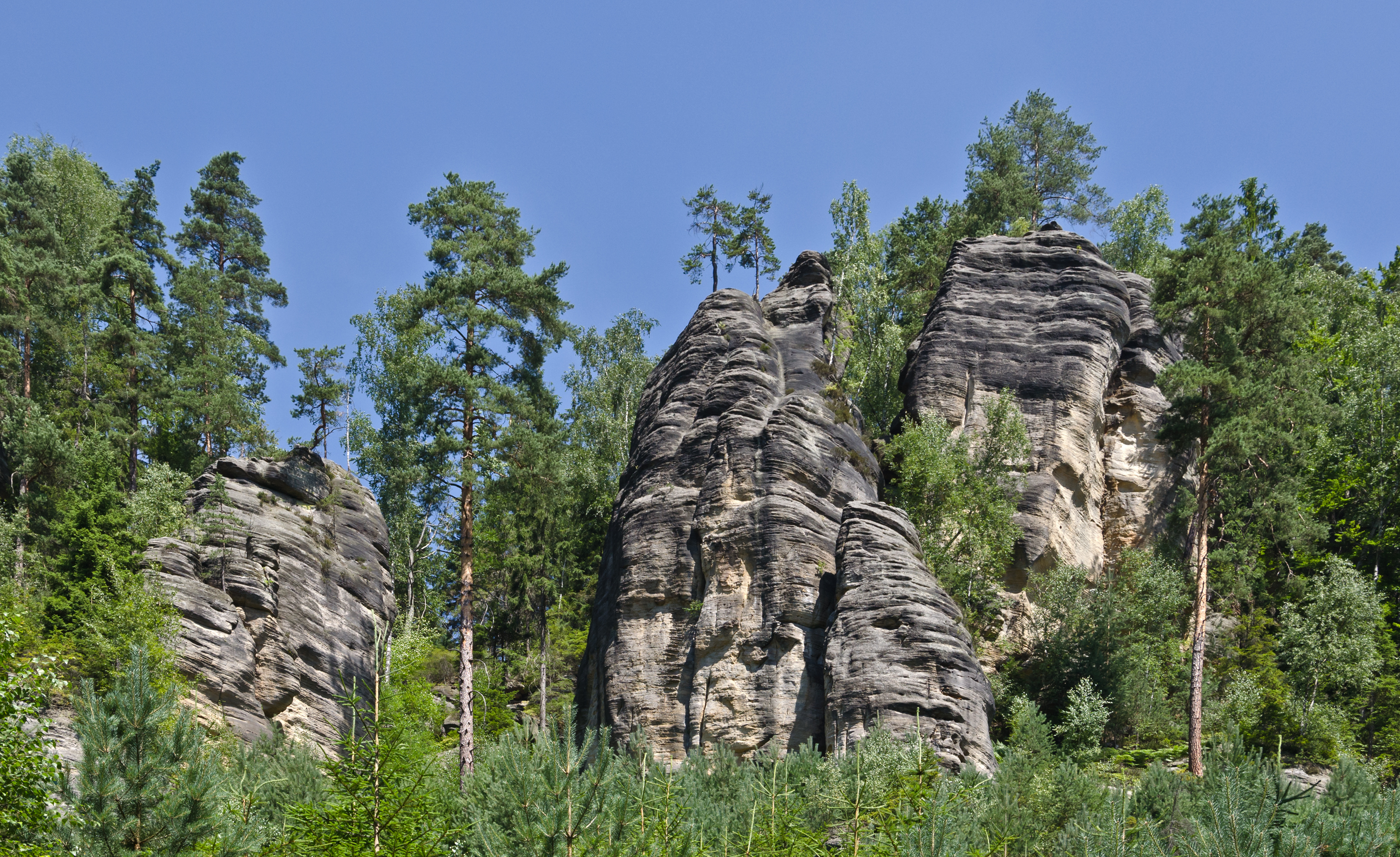
Skały Adrszpasko-Teplickie

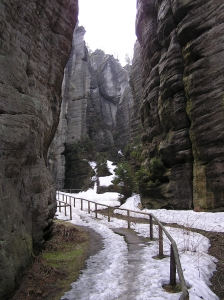
Miasto skalne – Skały Adrszpasko-Teplickie

Skalne miasto, labirynt skalny – zespół skalnych form ukształtowania powierzchni Ziemi: skałek, ambon, baszt czy grzybów skalnych itp., skupionych w pobliżu siebie i oddzielonych wąskimi rozpadlinami.
Powstawanie miasta skalnego jest efektem erozji terenu, następującego szczególnie wzdłuż sieci spękań, charakterystycznej zwłaszcza dla poziomo uwarstwionych skał osadowych, głównie piaskowców, czasem zlepieńców. Czynnikami wpływającymi na degradację są: spękania skalne, obecność plastycznego podłoża powodująca osiadanie lub wyciskanie skał, wietrzenie mechaniczne, usuwanie zwietrzeliny przez wiatr lub wody deszczowe itp.
Najbardziej znane przykłady w Polsce to: Błędne Skały, Szczeliniec w Górach Stołowych; Skamieniałe Miasto na Pogórzu Ciężkowickim, Starościńskie Skały w Rudawach Janowickich i inne.
W Czechach jednym ze słynniejszych skalnych miast są Skały Adrszpasko-Teplickie, Prachovské skály oraz region Hruboskalsko, a na Słowacji Súľovské skaly.